# Isla Bahía de los Tigres
La Isla Bahía de los Tigres (en portugués: Ilha da Baía dos Tigres) es el nombre de la isla más grande de Angola con una superficie de 98 km² (equivalentes a 9.800 hectáreas). Bahía de los Tigres además constituye una de las 2 comunas del municipio de Tombua (Concelho de Tômbua), que a su vez es parte de la provincia costera y sureña de Namibe, fronteriza con Namibia. Es accesible solo a través de botes o embarcaciones.